# Luca Signorelli
Luca d'Egidio di Ventura de'Signorelli, někdy též Luca da Cortona (asi 1445, Cortona – 16. října 1523, Cortona) byl italský renesanční malíř.

## Život
Byl pravděpodobně žákem Piera della Francescy.
V roce 1481 byl spolu s Botticellim, Ghirlandaiem a Peruginem pověřen, aby vytvořil cyklus fresek pod okny Sixtinské kaple v Římě. Do roku 1492 pracoval ve službách rodiny Medicejských ve Florencii. V roce 1497 dostal zakázku na fresky v kostele Monte Oliveto poblíž Sieny. Od roku 1499 působil v Orvietu, kde vytvořil pro kapli Sv. Brizia v tamní katedrále proslulé fresky Poslední soud. Podle Vasariho obdržel dvě stovky dukátů za výzdobu stropu, šest set dukátů za stěny a měl nárok i na víno a mouku. Své návrhy ovšem musel konzultovat s mnichy.
Roku 1502 žil opět v Cortoně, kde si zařídil malířskou dílnu. Roku 1508 byl papežem Juliem II. pozván do Říma, kde pak společně s Peruginem, Pinturicchiem a Sodomou pracoval na výzdobě Vatikánského paláce. Brzy je však vystřídal Rafael a Signorelli se vrátil do Cortony, kde nakonec i zemřel.

## Galerie

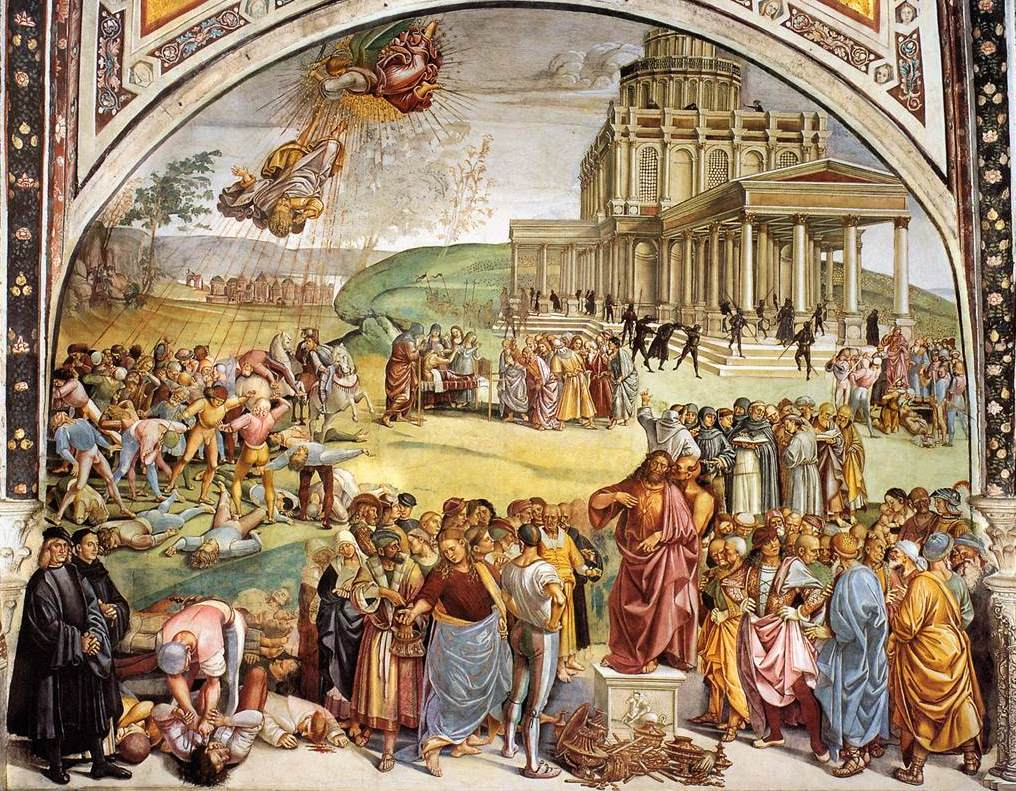
Freska Smrt Antikrista v katedrále v Orvietu
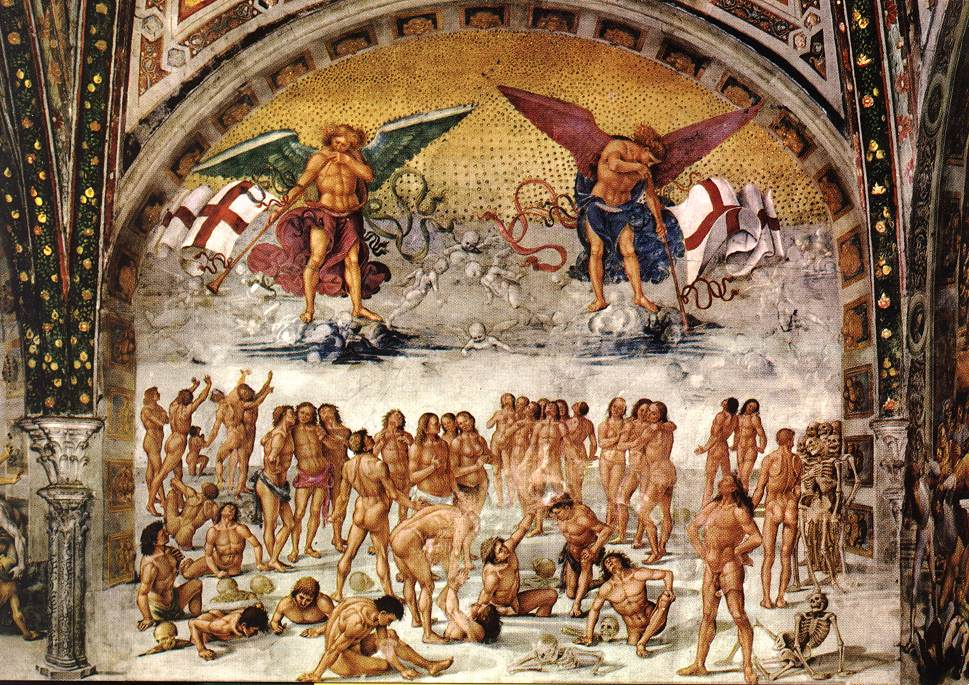
Freska Vzkříšení v katedrále v Orvietu
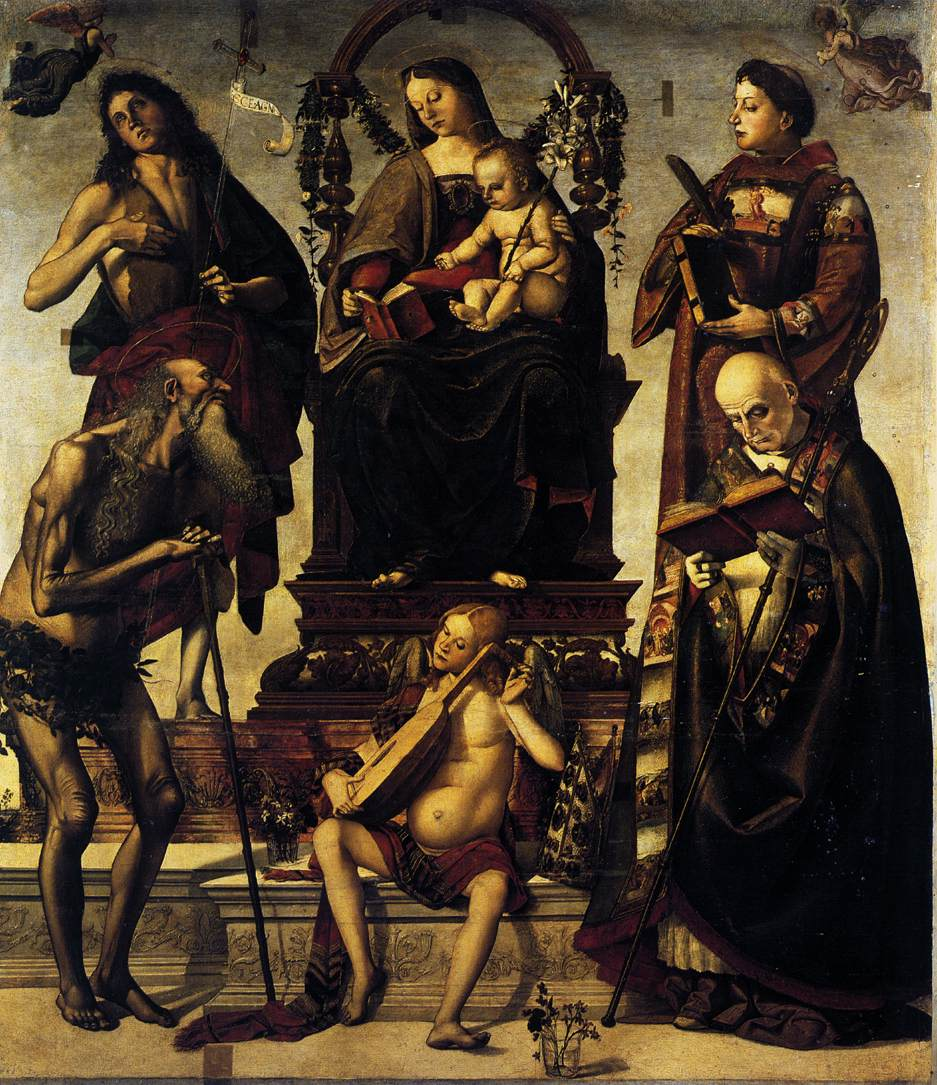
Madona s Dítětem a svatými